# Orchi-aceras bivonae
Orchi-aceras bivonae là một loài thực vật có hoa trong họ Lan. Loài này được (Tod.) Soó mô tả khoa học đầu tiên năm 1931.